# Martine Hébert
Pour les articles homonymes, voir Hébert.
Martine Hébert, née le 7 octobre 1965, est une économiste, ex-diplomate, analyste économique dans les médias, communicatrice et femme politique canadienne du Québec.
Nommée sénatrice en  février 2025, elle représente la division de Victoria du Québec au Sénat du Canada. Elle est membre du Groupe des sénateurs indépendants.

## Biographie
Née le 7 octobre 1965, Martine Hébert obtient un baccalauréat en 1988 et une maîtrise en 1990 en sciences économiques de l'Université de Montréal. Elle poursuit avec des études à temps partiel au baccalauréat en sciences juridiques à l'Université du Québec à Montréal. En 2010, elle est nommée diplômée d'honneur par l'Université de Montréal, en reconnaissance de sa contribution et de l'excellence de sa carrière,.
Elle occupe les fonctions de déléguée du Québec à Chicago de 2019 à 2021 et de déléguée générale du Québec à New York de 2021 à 2024,.
Avant d’être nommée au Sénat, elle est notamment commentatrice-experte dans les médias et vice-présidente, experte affaires économiques et américaines à l'agence de relations publiques et de communication TACT.
Le 7 février 2025, elle est nommée sénatrice pour le Québec par la gouverneure générale du Canada Mary Simon, sur avis du premier ministre Justin Trudeau. En avril, elle se joint au Groupe des sénateurs indépendants.